# Гореща точка
В геологията, гореща точка е район с продължителен вулканизъм, за който се смята, че се захранва чрез конвекция на мантията отдолу. Местоположението на горещите точки върху повърхността на Земята не зависи от границите на тектонските плочи. Съществуват две хипотези, които се опитват да обяснят произхода им. Според едната, горещите точки се дължат на мантийни струи, които се издигат като топлинни диапири от границата между ядрото и мантията. Другата хипотеза предвижда, че литосферното разширяване позволява издигането на разтопен материал от плитка дълбочина. Според тази хипотеза, терминът „гореща точка“ е погрешно наименуван, твърдейки, че източникът под тях всъщност не е необичайно горещ.
Някои от най-известните горещи точки на Земята са тези под Хаваите, Исландия и Йелоустоун.

## Произход
Идеята за горещите точки лежи в трудовете на Джон Тузо Уилсън, който през 1963 г. предполага, че образуването на Хаваите е резултат от бавното движение на тектонска плоча върху горещ район под повърхността. По-късно се постулира, че горещите точки се захранват от тесни струи гореща мантия, издигаща се от границата между ядрото и мантията – феномен, наречен мантийна струя. Дали такива струи съществуват или не, е въпрос на големи дебати в науката за Земята. Оценките на броя горещи точки, захранвани от мантийни струи, варират от около 20 до няколко хиляди през години, като повечето геолози считат, че съществуват няколко десетки. Хаваите, Йелоустоун, Исландия, Галапагос и Реюнион са едни от най-активните вулканични райони, при които се прилага хипотезата.
В днешно време хипотезата за горещите точки е тясно свързана с хипотезите за мантийните струи.

## Състав
Повечето вулкани в горещи точки са съставени от базалт. В резултат на това, те са по-малко експлозивни от тези, намиращи се в зони на субдукция, при които вода се улавя под горната плоча. Там, където е възникнала гореща точка в континентална кора, базалтовата магма се издига през нея, образувайки риолити. Тези риолити могат да предизвикат мощни изригвания. Например, Йелоустоунската калдера е образувана от едни от най-мощните вулканични изригвания в геоложката история. Обаче, когато риолитът е напълно изхвърлен, той може да бъде последван от изригвания на базалтова магма, излизаща през същите литосферни процепи.
Общият обем лава, който изригва в районите на горещите точки, обикновено не превишава 1% от общия земен вулканичен материал, но все пак от този процес зависи образуването на много вулканични острови и архипелази, намиращи се далеч от континентите..

## Сравнение с вулканите на островни дъги
Смята се, че вулканите при горещи точки са с фундаментално различен произход от вулканите на островните дъги. Последните се образуват над зони на субдукция при конвергентни (сходящи) граници между плочи. Когато една океанска плоча срещне друга, по-плътната плоча бива избутвана надолу, образувайки океанска падина. Тази плоча, докато се подпъхва, изпуска вода в основата на горната плоча, която променя състава ѝ и кара скалите да се разтапят и издигат. Именно този процес захранва вулканите на островни дъги като Алеутските острови.

## Вулканични вериги с гореща точка
Общата хипотеза за мантийни струи и горещи точки предвижда захранващите структури да са стационарни една спрямо друга, докато континентите и океанските дъна се движат над тях. Следователно, хипотезата предсказва, че вулканичните вериги, прогресиращи с времето, се развиват на повърхността. Например, Йелоустоун, който лежи на края на верига от угаснали калдери, ставаща постепенно по-стара на запад. Друг пример е Хавайският архипелаг, при който островите стават все по-стари и все по-ерозирали на северозапад.
Геолозите се опитват да използват вулканичните вериги с гореща точка, за да следят движението на тектонските плочи на Земята. Тези усилия, обаче, са осуетявани от липсата на по-дълги вериги, от факта, че много от наличните вериги не прогресират с времето (например Галапагос) и от факта, че горещите точки изглежда не са фиксирани една спрямо друга (например Хаваите и Исландия).